# Феодосий Сафонович
Феодосий Сафонович (также Софонович; ум. 1676) — игумен киевского Михайловского Златоверхого монастыря, историк и известный киевский духовный писатель XVII века.

## Биография
Для усовершенствования в науках он ездил на Запад, в заграничные школы и университеты. По возвращении из-за границы в 1649 году был наставником юношества в Киево-Братском коллегиуме.
В 1653—1655 годах Сафонович был первым наместником Киево-Братского монастыря, в 1654 г. дважды ходатайствовал пред царем Алексеем Михайловичем о даровании монастырю разных имущественных прав;
с 1655 года — игумен Михайловского монастыря, в 1671 году получил от короля Михаила Вишневецкого грамоту, подтверждавшую все земельные владения монастыря. Скончался в 1676 году.
Сафоновичем была составлена и напечатана в Киеве в 1666 и 1668 годах книга, наполненная, по мнению православной церкви, латинскими заблуждениями — «Выклад», или учение «О Церкви и её тайнах». С этой книгой киевские выходцы явились в Москву и там стали распространять и защищать высказанные в ней мнения, но русские и греческие ревнители православия ополчились против таких учений (главным образом — об евхаристии), и один учёный инок, Евфимий, по поручению патриарха Иоакима написал против книги «Выклад» сочинение под названием «Остен» (рожон, бодец), — заблуждения же латинствующих были осуждены в 1690 году на Московском соборе.

## Основной труд
Главный учёный труд Сафоновича — «Хроника з летописцев стародавных, з святого Нестора Печерского и инших, также з хроник Польских о Русии, отколь Русь почалася и о первых князех Русских и по них дальших наступаючих князех и о их делах, собранная працою иеромонаха Феодосия Сафоновича, игумена монастыря Михайловского Золотоверхого Киевского, року от сотворения света 7180, а от Рождества Христова 1672». Из плана сочинения видно, что Сафонович хотел написать полную хронику земли Русской, однако ограничился только сказаниями о западной Руси, в основном княжестве Галицком. Хроника доведена до 1292 года; она послужила источником для всех последующих исторических сочинений. В некоторых списках «Хроники» присоединено к ней до 50-ти статей самого разнообразного содержания.

## Другие работы
- Речь царю Алексею Михайловичу в 1654 г. напечатана у Бантыш-Каменского в «Истории Малороссии», т. II, пр. 179.
- «Мучение св. великомученицы Варвары и повесть о преславных чудесах её» — напечатано в «Труд. Киев. Дух. Акад.», декабрь 1894 г.
- «Выклад», или учение «О Церкви и её тайнах», в Киеве в 1666 и 1668 гг. и в Уневском монастыре в 1674 г.